# EpiVacCorona
EpiVacCorona (en rus: ЭпиВакКорона, tr. EpiVakKorona) és una vacuna contra la COVID-19 desenvolupada pel Vector Institute. EpiVacCorona és una Vacuna basada en antígens peptídics, que provoca una reacció immunitària contra la COVID-19 i afavoreix el desenvolupament de la immunitat.

## Assajos
De fase I-II amb 100 participants: Estudi aleatoritzat senzill, cec, controlat amb placebo, de seguretat, reactogenicitat i immunogenicitat. Rússia, de Jul 2020 - Set 2020.
De fase III amb 40.000 participants: Doble cec aleatoritzat, controlat amb placebo per avaluar l'eficàcia, la immunogenicitat i la seguretat.
Rússia.
Nov 2020 – ?.

## Autoritzacions
Autorització plena
     Autorització d'emergència
     Permesa per viatges
Plena (1)
1. Turkmenistan[6][7]

Emergència (4)
1. Belarús[8]
2. Cambodja[9]
3. Rússia[10][11]
4. Veneçuela[9]

## Emmagatzematge
A 2-8 °C.

## Administració
En 2 dosis separades per 3-4 setmanes.